# Slađana Knežević
Slađana Knežević (Beli Manastir, 10. rujna 1966.), pjesnikinja.
Osnovnu i srednju školu završila u Belom Manastiru, a dvije godine pravnog fakulteta u Osijeku. Od 2001. godine živi u Kanadi, gdje radi, prevodi svoja djela i piše nova na engleskom jeziku. Govori tri strana jezika: mađarski, njemački i engleski. Prve zapažene pjesničke radove piše već u Osnovnoj školi "Jovan Lazić". Pjesme objavljuje u časopisima "Nada" i "Treće oko". 
Objavila je tri zbirke pjesama: 
- "Zlatousti" (B. Manastir, 1993)
- "Mahovina sna" (Bezdan/B. Manastir, 1994)
- "Veliko-mali sanjari" (pjesme za djecu, Bezdan/B. Manastir, 1996; u prvoj verziji "Čekajući safari"). (nž)